# Hacksjön, Lappland
Hacksjön är en sjö i Vilhelmina kommun i Lappland och ingår i Gideälvens huvudavrinningsområde. Sjön har en area på 1,85 kvadratkilometer och ligger 440 meter över havet.
Hacksjön kallas ibland för Gideälvens källsjö. På samiska heter sjön Gruokkejavrie, där gruokke betyder "haken till en klädhäkta". Sjön består nämligen av två delar, där den mindre delen bildar liksom en hake in mot den större.
Sydost om sjön ligger byn Hacksjö (sydsamiska: Kruehkiejaevrie).

## Delavrinningsområde
Hacksjön ingår i det delavrinningsområde (716447-157319) som SMHI kallar för Utloppet av Hacksjön. Medelhöjden är 471 meter över havet och ytan är 16,68 kvadratkilometer. Det finns inga avrinningsområden uppströms utan avrinningsområdet är högsta punkten. Avrinningsområdets utflöde Gideälven mynnar i havet. Avrinningsområdet består mestadels av skog (67 procent) och sankmarker (15 procent). Avrinningsområdet har 1,97 kvadratkilometer vattenytor vilket ger det en sjöprocent på 11,8 procent.